# Child In Time (албум)
„Child in Time“ е албум на британската джаз-рок фюжън група Ian Gillan Band, издаден през 1976 г. Албумът носи името на песен на Deep Purple, която е включена на втората страна на плочата. Това е първият запис на Иън Гилън след раздялата му с Deep Purple и в него участие взима бившият му колега Роджър Глоувър. Въпреки че имената им не са включени, Дейв Уинтур (бас), Анди Стийл (барабани) и Бърни Холанд (китара) участват в написването на някои от песните. Всъщност Гилън прави демо записи от началото на 1972 г. и голяма част от материала за албума е от периода септември 1972 – април 1974 г. Албумът е записан в Musicland Studios, Мюнхен в периода декември 1975 – януари 1976 г. и мискиран в Mountain Studio, Монтрьо. „You Make Me Feel So Good“/„Shame“ излиза като сингъл във Великобритания през юли 1976 г., от Oyster.
Албумът е преиздаден на CD от Virgin Records, когато преиздават цялата дискография на групата през 1989 г. Има съмнения обаче откъде са получили правата за преиздаването на този албум и какъв запис са използвали. Ремастерирано CD излиза през май 2007 г. от Edsel.

## Състав
- Иън Гилън – вокал, хармоника
- Роджър Глоувър – синтезатор, калимба, вокали
- Джон Густафсон – бас, вокали
- Рей Фенуик – китара, вокали
- Майк Моран – клавишни
- Мак Наусийф – барабани, перкусия

|  | Тази страница частично или изцяло представлява превод на страницата Child in Time (album) в Уикипедия на английски. Оригиналният текст, както и този превод, са защитени от Лиценза „Криейтив Комънс – Признание – Споделяне на споделеното“, а за съдържание, създадено преди юни 2009 година – от Лиценза за свободна документация на ГНУ. Прегледайте историята на редакциите на оригиналната страница, както и на преводната страница, за да видите списъка на съавторите. ВАЖНО: Този шаблон се отнася единствено до авторските права върху съдържанието на статията. Добавянето му не отменя изискването да се посочват конкретни източници на твърденията, които да бъдат благонадеждни. |